# Victoria Highlanders Football Club (féminines)
Maillots
Le Victoria Highlanders FC  est une équipe de soccer féminin canadien représentant la ville de Victoria, en Colombie-Britannique. 
Les Highlanders jouent dans la Division ouest de la Conférence Ouest de la USL W-League, le premier niveau de soccer (football) féminin au Canada. Les couleurs de l'équipe sont le blanc, le noir  et l'or. Les matchs à domicile ont lieu au Royal Athletic Park (capacité de 4,247 sièges).

## Histoire
Le club fondé en 2007 par Alex D. Campbell, crée dans un premier temps des équipes amateurs dont une équipe masculine évoluant dans la Super-20 League. En 2009, les Highlanders joignent la Premier Development League la quatrième division du soccer masculin nord-américain. Puis devant l'essor du nombre de joueuses, le club obtient une franchise de la W-League . Lors de sa saison inaugurale (2011), l'équipe féminine termine  au dernier rang de sa division avec une fiche de 1-10-3 .
L'organisation possède également plusieurs équipes féminines de réserve, les Peninsula Co-op Reserves qui évoluent dans la Pacific Coast Soccer League  ( 3e niveau chez les femmes au Canada) et une équipe U-18 de développement qui est intégré aux compétitions de l'Académie des Highlanders.

## Parcours de l'équipe en W-League
| Année | Ligue        | Conférence       | Division            | Saisons régulières                | Séries éliminatoires |
| ----- | ------------ | ---------------- | ------------------- | --------------------------------- | -------------------- |
| 2011  | USL W-League | Conférence Ouest | Division de l'Ouest | Termine au 8e rang de la division | Ne se qualifie pas   |
| 2012  | USL W-League | Conférence Ouest | Division de l'Ouest | Termine au 8e rang de la division | Ne se qualifie pas   |